# Habropogon vittatus
Habropogon vittatus là một loài ruồi trong họ Asilidae. Habropogon vittatus được Weinberg & Tsacas miêu tả năm 1973. Loài này phân bố ở vùng Cổ Bắc giới.